# Kabourou
Kabourou är en ort i Burkina Faso.   Den ligger i regionen Boucle du Mouhoun, i den centrala delen av landet, 170 km sydväst om huvudstaden Ouagadougou. Kabourou ligger 273 meter över havet och antalet invånare är 2 674.
Terrängen runt Kabourou är platt, och sluttar västerut. Närmaste större samhälle är Laro, 17,6 km sydväst om Kabourou.
Omgivningarna runt Kabourou är en mosaik av jordbruksmark och naturlig växtlighet. Runt Kabourou är det ganska glesbefolkat, med 45 invånare per kvadratkilometer.